# Ålen Station
Ålen Station (Ålen stasjon eller Ålen stoppested) er en jernbanestation på Rørosbanen, der ligger i Holtålen kommune i Norge. Stationen består af et spor og perron med et læskur. Der er udsigt over Gauldalen omkring elven Gaula fra stationen.
Stationen blev oprindeligt oprettet som læsseplads 11. marts 1901. I 1905 blev der etableret et trinbræt, der blev opgraderet til holdeplads omkring 1915. Oprindeligt hed den Aalen, men 1. januar 1921 skiftede den navn til Ålen. Den blev nedgraderet til trinbræt igen 2. november 1921.
Den første bygning på stationen var et venteskur fra 1907, der senere blev revet ned. En bygning fra 1914 brændte 14. november 1941. I 1942 opførtes en bygning efter tegninger af Bjarne Friis Baastad ved NSB Arkitektkontor. Den blev revet ned i 2000.